# 摩托罗拉Edge
摩托罗拉Edge（Motorola Edge）是联想集团旗下的摩托罗拉移动公司开发的一款安卓手机。 

## 规格

### 硬件
Edge使用骁龙 765G处理器和Adreno620 GPU。该手机配备128GBUFS2.1 存储空间（美国版为256GB），可通过microSDXC进行扩展，搭配4GB或6GB（美国版仅为6GB）的LPDDR4X RAM。显示器是支持HDR10的OLED面板，具有屏幕下指纹传感器。該手機采用了6.7 英寸（170 毫米）1080p屏幕，宽高比为19.5:9，刷新率为90Hz。电池容量为4500毫安时；尽管該手機不支持无线充电，但可通过USB-C進行18W 的有线快速充电。此外該手機还包括立体声扬声器和3.5毫米耳機插孔。Edge 的相机包括一个64 MP寬传感器、一个 16 MP超宽传感器、一个8MP長焦传感器和一个飞行时间传感器。前置摄像头使用25 MP传感器。

### 软件
Edge出廠搭載Android 10操作系統。